# Gottlieb Göller
Gottlieb Göller (Norimberga, 31 maggio 1935 – Basilea, 27 agosto 2004) è stato un calciatore e allenatore di calcio tedesco.

## Carriera

### Calciatore
A livello di calcio giocato Nouzaret ha sempre preso parte al campionato tedesco.

### Allenatore
In seguito al ritiro dal calcio, avvenuto nel 1963, si dedica alla carriera da allenatore, concentrandosi sulla Nazionali, tra le quali il Togo, che ha guidato alla Coppa d'Africa del 2000.